# العصيان الماوي-الناكسالي
العصيان الماوي-الناكسالي هو الصراع الدائر بين المنظمات الماوية المعروفة باسم الناكسال أو الناكسليست نسبة إلى قرية في اقليم البنغال الشرقي في الهند بدأ التمرد من هناك، في عام 2006 قال رئيس الوزراء الهندي مانموهان سينغ عن جماعات الناكسال أو الماويين «أنهم أكبر تحد في تاريخ الهند على صعيد الأمن الداخلي، وقال أن برامج التنمية في مناطقهم تستميل الناس إليهم وقال أن المناطق المتضررة بسببهم سيعاد تأهيليها»
الناكساليين أو الماويين يدعون إلى دعم السكان الأكثر فقرا في الهند خصوصا منطقة الأديفاسيس، في العام 2011 اتهمت الشرطة الهندية كل من الحكومة الصينية بتوفير ملاذ وتدريبات للماويين واتهمت الاستخبارات الباكستانية بتوفير الدعم المالي، على الرغم من أن الماويين الهنود ينظرون إلى الصين كدولة رأسمالية.
يستهدف الماويون بشكل متكرر القبائل المسيطرة على الأراضي وكبار الملاكين العقاريين والإقطاعيين ورجال الشرطة وموظفي الحكومة الهندية، ويطالبون بحقوق الملكية الجماعية للأراضي المستصلحة وتوفير فرص عمل للعمال الزراعيين والفقراء والطبقة العاملة.
يتبعون إستراتيجية الحرب الشعبية طويلة الأمد ضد الحكومة الهندية التي أقرت على لسان وزير الداخلية جيه كيه بيلاي بوجود حقوق مشروعة فيما يتعلق بتوزيع أراضي الغابات وتوزيع المنافع من التعدين والطاقة المائية.
ويقول أن الناكساليين الماويين يريدون إقامة دولة شيوعية في الهند على المدى البعيد وكان أعلن أن الحكومة قررت التصدي بالقوة للماويين وإعادة المناطق المسيطر عليها من قبل المليشيات الماوية.
في شباط 2009 أعلنت الحكومة الهندية المركزية مبادرة جديدة سميت «خطة العمل المتكاملة» من أجل السيطرة على التمرد الماوي وإعادة السيطرة على الولايات التي يسيطر عليها الماويين تماماً وهي (ولاية كارناتاكا، تشهاتيسجاره وأوريسا وأندرا براديش ومهاراشترا، جهارخاند وبيهار واوتار براديش، والبنغال الغربية).
وقررت زيادة ميزانية الأمن في العمليات المناوئة للماويين استطاعت الدولة الهندية أن تلغي السيطرة النهائية للماويين «لم يتم انهاء مظاهر السيطرة نهائيا» عن ولاية كارناتا على الرغم من وجود ما يقارب 180 مركز عسكري قوي للماويين في 10 ولايات هندية
وخفت الخسائر المالية والبشرية بنسبة 50% كما تقول الحكومة الهندية منذ عام 2010

## منظمة الناكسالالحزب الشيوعي الهندي (الماوي)

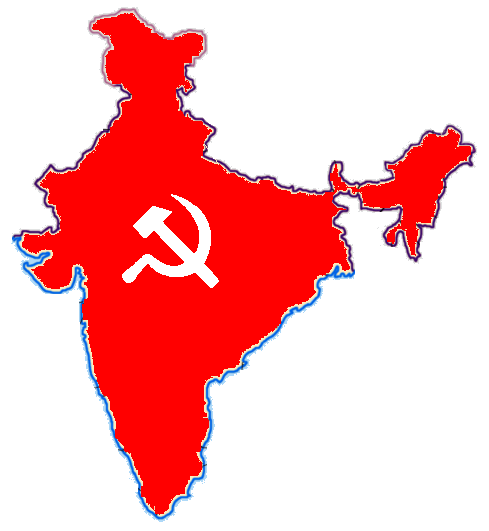

هي مجموعة من أقصى اليسار الشيوعي المتطرف، ذات الفكر الشيوعي الماوي. ويمكن تتبع أصولها منذ الأنشقاق الذي حصل في عام 1967 من الحزب الشيوعي الهندي (الماركسي)، مما أدى إلى تشكيل الحزب الشيوعي الهندي (ماركسي لينيني). وكانت في البداية مجرد حركة مركزها في ولاية البنغال الغربية. في السنوات الأخيرة، فقد انتشرت الحركة الماوية في المناطق الأكثر فقرا من المناطق الريفية في وسط وشرق الهند، مثل ولاية اندرا براديش وتشاتيسجاره من خلال الأنشطة السرية، للحزب الشيوعي الهندي (الماوي).
في عام 2007، أشارت التقارير والدراسات إلى أن الماويين ينشطون في نصف الولايات الهندية ال28 ويسيطرون على منطقة سميت بالممر الأحمر حيث أشارت تلك التقارير أن الماويين يسيطرون على ما يقارب 92000 كيلو مترا مربعا وتنشط المنظمة رسميا في 180 مركز تسيطر عليها تماما في 10 ولايات أي ما يقارب على 40% من المساحة الجغرافية للهند.